# Winniki (Gdańsk)

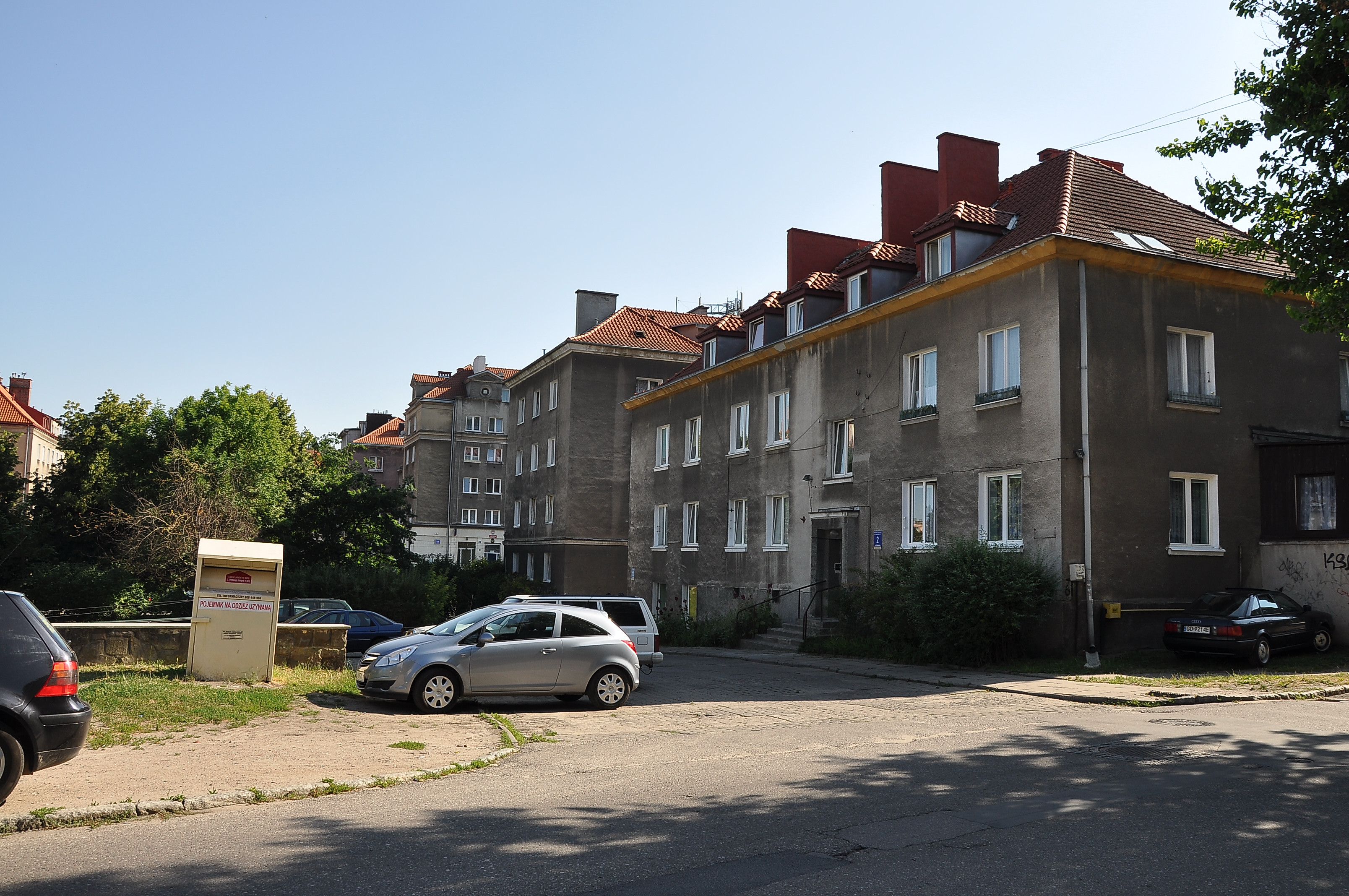
Ul. Winnicka

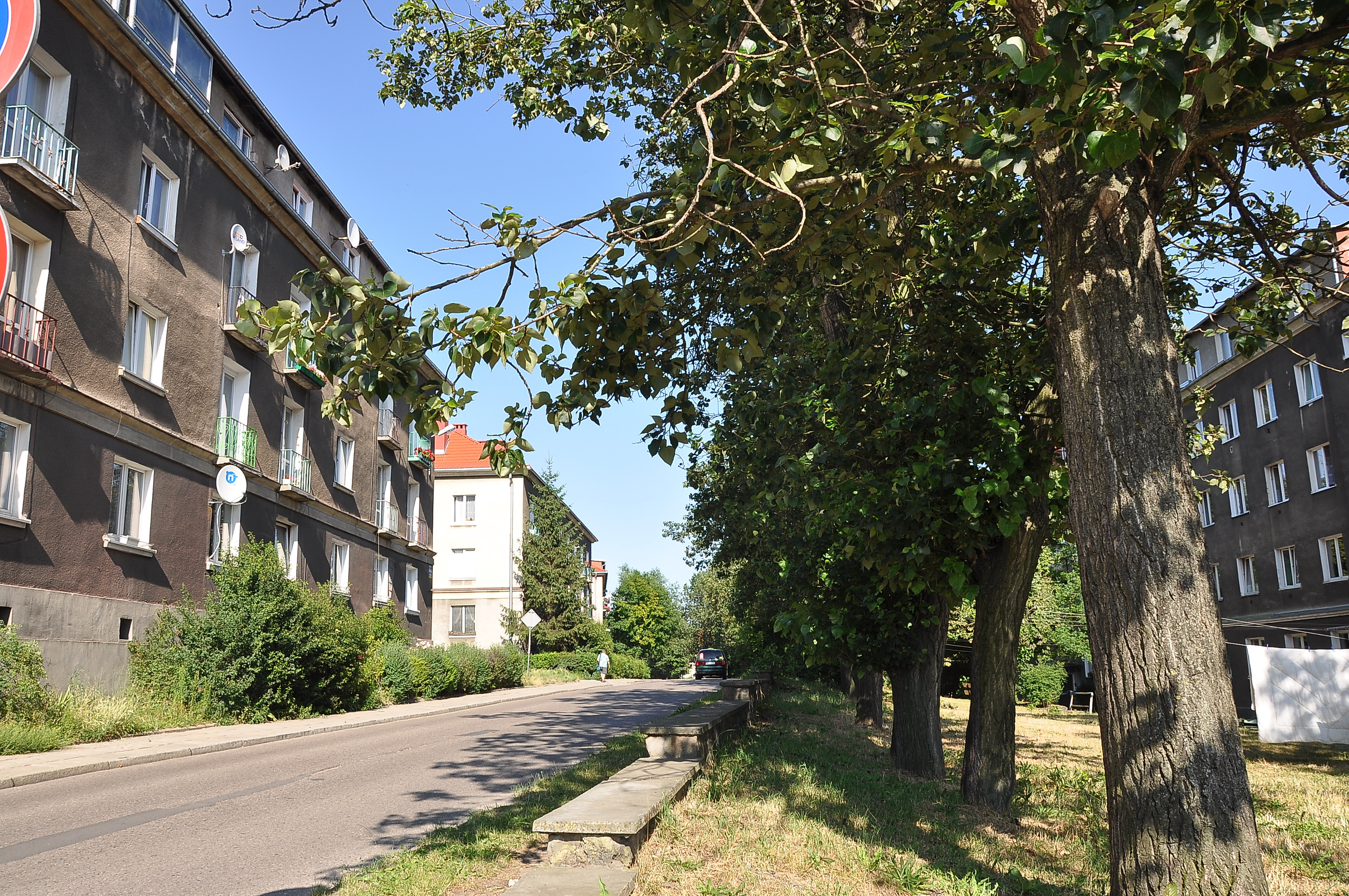
Ul. Zakopiańska

Winniki (niem. Weinberg) – historyczne osiedle w Gdańsku, w dzielnicy Siedlce.
Winniki są częścią jednostki morfogenetycznej Siedlce, która została przyłączona w granice administracyjne miasta w 1814. Osiedle należy do okręgu historycznego Gdańsk.

## Położenie
Mianem Winników nazywano obszar północnych Siedlec, położony na stoku wzgórza, na którym najprawdopodobniej uprawiano winorośl. O dokładnej lokalizacji Winników mówią dawne nazwy dzisiejszych ulic: Zakopiańskiej (niem. Weinbergerstraße) oraz Winnickiej (niem. Weinberggang).
20 września 2020 na Winnikach, na wzniesieniu położonym na północ od ul. Zakopiańskiej (dojście ul. Wieniawskiego), otwarto nowy punkt widokowy na gdańskie Stare i Główne Miasto, Przeróbkę i Rudniki, którego nazwa („Widok Macieja z Winnej Góry”) upamiętnia zmarłego w marcu 2020 fotoreportera Macieja Kosycarza. W ramach inwestycji powstała platforma widokowa, schody i miejsca do odpoczynku.